# ГЕС Luís Carlos Barreto de Carvalho (Estreito)
ГЕС Luís Carlos Barreto de Carvalho (Estreito) — гідроелектростанція на сході Бразилії на межі штатів Мінас-Жерайс та Сан-Паулу. Знаходячись між ГЕС Mascarenhas de Moraes (вище по течії) та ГЕС Jaguara, входить до складу каскаду на лівому витоку Парани річці Ріо-Гранде.
Для роботи ГЕС річку перекрили кам'яно-накидною греблею з глиняним ядром висотою 92 метри, довжиною 535 метрів та товщиною по гребеню 16 метрів, яка потребувала 4,3 млн м3 матеріалу. Вона утримує водосховище з площею поверхні 46,7 км2 та об'ємом 1418 млн м3 (корисний об'єм лише 178 млн м3), для якого нормальним коливанням рівня є знаходження між позначками 618,5 та 622,5 метра НРМ (максимальний рівень на випадок повені 626,6 метра НРМ).
Пригреблевий машинний зал обладнали шістьма турбінами типу Френсіс потужністю по 175 МВт, які працюють при напорі у 60,8 метра.
Видача продукції відбувається по ЛЕП, що працює під напругою 345 кВ.